# شهرستان دورچستر (کارولینای جنوبی)
شهرستان دارچستر، کارولینای جنوبی (به انگلیسی: Dorchester County, South Carolina) یک سکونتگاه مسکونی در ایالات متحده آمریکا است که در کارولینای جنوبی واقع شده‌است.

## خصوصیات
شهرستان دارچستر ۱٬۴۹۴٫۴۳ کیلومترمربع مساحت دارد.